# Проспект Ленина (Рыбинск)
Проспект Ле́нина — одна из центральных магистралей города Рыбинска Ярославской области. Начинается как продолжение Крестовой улицы от пересечения с улицей Свободы (возле площади имени П. Ф. Дерунова), откуда идет в направлении северо-запада. Возле клубного комплекса «Авиатор» проспект изгибается, далее идя практически точно на запад. Заканчивается возле площади маршала Жукова на перекрестке с улицей 9 мая. Продолжением служит проспект Серова, имеющий собственную нумерацию зданий. Название получил в 1918 году в честь В. И. Ленина.
Длина проспекта Ленина составляет 2,5 километра. Ширина проспекта составляет 4 полосы: от перекрестка с улицей Свободы до пересечения с улицами Димитрова и братьев Орловых — 3 полосы движения в центр и одна — от центра, после — по 2 полосы в каждую сторону. После изгиба ширина проспекта Ленина на всем протяжении до конца составляет 6 полос — по 3 полосы движения в каждую сторону.
Проспект Ленина вместе с Крестовой улицей и проспектом Серова образует главную городскую улицу и автомагистраль. Их общая длина составляет 6 километров.

## Пересекает улицы
- улица Свободы (перекресток регулируемый);
- улицы Алексея Катериничева и братьев Орловых (нерегулируемый перекресток);
- улица Глеба Успенского (примыкание, нерегулируемый перекресток);
- улица Лизы Чайкиной (примыкание, регулируемый перекресток);
- улица Зои Космодемьянской (примыкание, регулируемый перекресток);
- улица Танкистов (примыкание, регулируемый перекресток);
- улица Солнечная (примыкание, регулируемый перекресток);
- улица 9 мая (регулируемый перекресток; здесь проспект Ленина заканчивается).

Между перекрестками с улицами Зои Космодемьянской и Танкистов проспект Ленина пересекает подъездные железнодорожные пути к предприятиям, расположенным в Тоговщинской промзоне.

## Общественный транспорт
По проспекту Ленина проходят маршруты:
- автобусов № 1, 3 ,6 ,9 ,12, 16, 33, 101, 111, 179, 180;
- троллейбусов № 1 и 6;
- маршрутных такси № 8т и 16т

## Здания

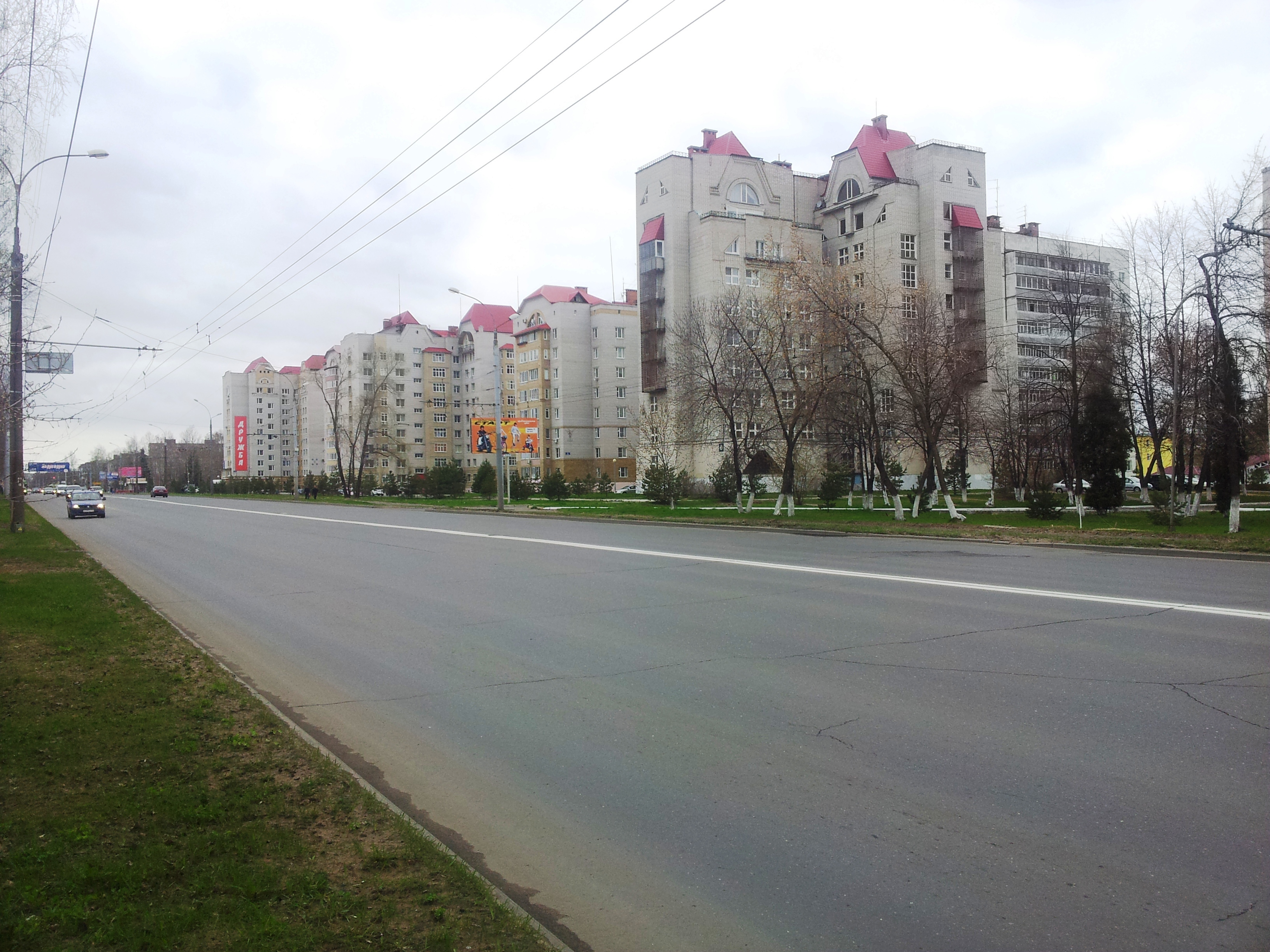
Проспект Ленина возле плавательного бассейна, жилой комплекс «Красные шапочки»

Нумерация домов идет на запад от городского центра и является продолжением нумерации улицы Крестовой. Связано это с тем, что имя В. И. Ленина в советское время носила и улица Крестовая, нумерация которой шла от Соборной площади. В начале 1990-х старому участку от Соборной площади до перекрестка с улицей Свободы вернули историческое название — Крестовая, а за новым сохранили название проспекта Ленина.
| Нечётная сторона - 163 — Административное здание заводоуправления НПО «Сатурн» (корпус № 96); - 171а — Торговый центр и баня; - 181 — Центр детского и юношеского творчества «Солнечный»; | Чётная сторона - 146 — 6-этажный дом сталинской постройки; - 148 — Клубный комплекс «Авиатор»; - 148а — Рыбинский городской суд; - 150 — Плавательный бассейн «Сатурн»; - 152, 154, 154а, 154б, 154в — комплекс многоэтажных жилых домов бизнес-класса, неофициальные названия «Ласточкино гнездо» (в честь бывшего генерального директора НПО «Сатурн» и мэра города Ю. В. Ласточкина) и «Красные шапочки»; - 158 — Профессиональное училище № 25; |